# Могофореш
Могофо́реш (порт. Mogofores; МФА: [mu.gu.ˈfo.ɾɨʃ]) — колишня парафія в Португалії, в муніципалітеті Анадія. Перебувала у складі округу Авейру.  Входила до регіону Центр. За старим адміністративним поділом, що був чинним до 1976 року, територія парафії належала провінції Берегова Бейра.  Ліквідована 28 січня 2013 року. Увійшла до складу парафії Аркуш і Могофореш. Площа парафії — 2,32 км², населення — 820 ос. (2011), густота населення — 353,45 осіб/км²
. Патрон — Діва Марія. Поштовий індекс — 3780. Код  — 010306.

## Географія

Анадія (2013)
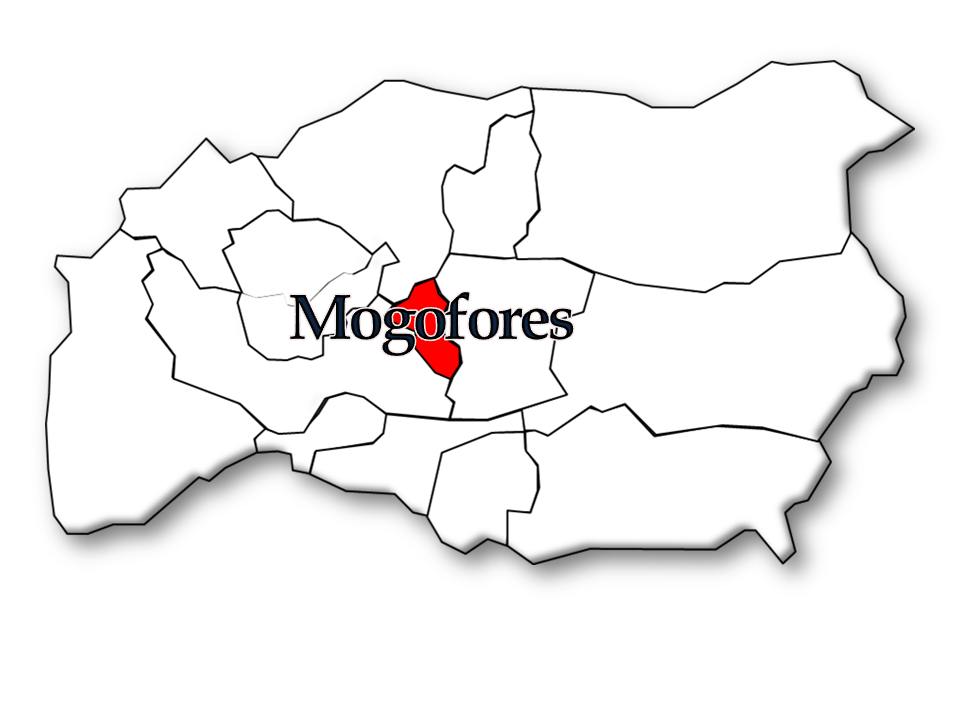
Могофореш

## Населення
| Кількість мешканців | Кількість мешканців | Кількість мешканців | Кількість мешканців | Кількість мешканців | Кількість мешканців | Кількість мешканців | Кількість мешканців | Кількість мешканців | Кількість мешканців | Кількість мешканців | Кількість мешканців | Кількість мешканців | Кількість мешканців | Кількість мешканців |
| ------------------- | ------------------- | ------------------- | ------------------- | ------------------- | ------------------- | ------------------- | ------------------- | ------------------- | ------------------- | ------------------- | ------------------- | ------------------- | ------------------- | ------------------- |
| 1864                | 1878                | 1890                | 1900                | 1911                | 1920                | 1930                | 1940                | 1950                | 1960                | 1970                | 1981                | 1991                | 2001                | 2011                |
| 299                 | 409                 | 513                 | 507                 | 622                 | 738                 | 859                 | 882                 | 1.118               | 937                 | 906                 | 921                 | 736                 | 875                 | 820                 |